# Berlinmuren

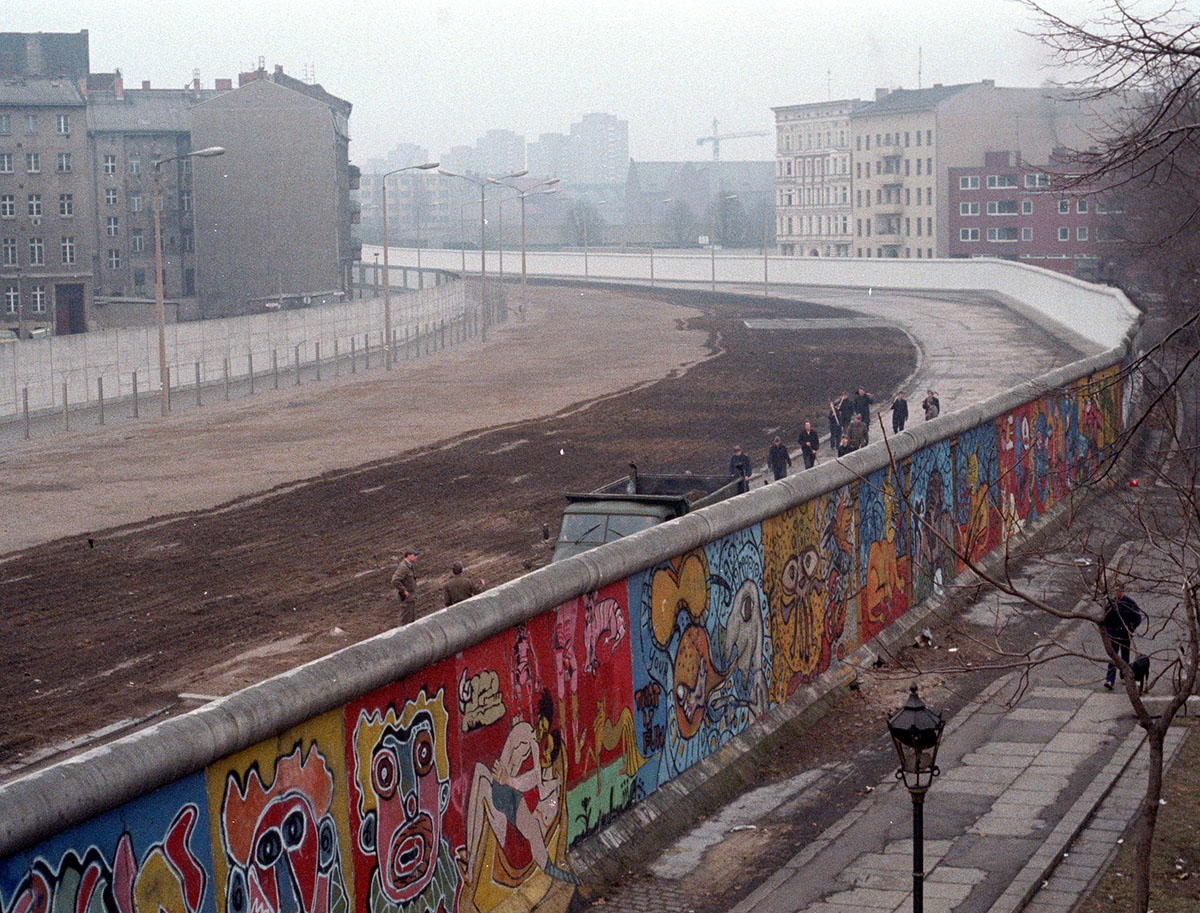
Berlinmuren sedd från Västberlin 1986. Notera graffitin på västsidan och "dödens zon" mellan den första och andra muren, där över hundra flyende blev skjutna. På andra sidan muren syns en städpatrull av östtyska pionjärer. Att kasta skräp och allehanda föremål över muren in i dödszonen var något av ett folknöje i Västberlin.

Karta över Berlinmuren med markerade gränsövergångar.

Berlinmuren (tyska: Die Berliner Mauer) var en barriär som från 13 augusti 1961 till 9 november 1989 åtskilde Väst- och Östberlin. Muren byggdes av Östtyskland (DDR) för att stoppa den omfattande flykten av östtyska medborgare till väst via Västberlin, men i Östblocket användes officiellt benämningen "antifascistiska skyddsvallen" om muren, för att ge sken av att dess syfte var att hålla "fascismen" ute. Muren, som var en del av järnridån, var en stark symbol för Europas delning under det kalla kriget.
Den dubbla muren gick till stor del genom centrala Berlin på östtyskt territorium och omfattade däremellan även militära säkringsanordningar som diken, minor, vakttorn och bunkrar. Den mätte 43,7 kilometer; resterande 112,7 kilometer runt Västberlin utgjordes av dubbla och tredubbla taggtrådsstängsel med mellanliggande ingenmansland (Todesstreifen, ungefärlig betydelse "dödsremsor"). Därmed blev Västberlin helt omringat av den cirka 156 kilometer långa gränsbefästningen.
Östberlin var formellt den sovjetiska militära sektorn i Berlin, medan Västberlin bestod av motsvarande franska, brittiska och amerikanska sektorer. I praktiken var Östberlin från 1949 Östtysklands huvudstad och Västberlin en del av Västtyskland helt omgiven av östtyskt territorium.
Större delen av muren revs under åren efter att gränsen öppnats 1989. Idag finns endast enstaka kortare delsträckor bevarade av historiska skäl, bland annat vid Bernauer Strasse, Topographie des Terrors och East Side Gallery. En cykelled, Berliner Mauerweg, anlades senare utefter murens tidigare sträckning omkring dåvarande Västberlin, och längs stora delar av sträckan är det idag möjligt att cykla på den tidigare östtyska patrullvägen.

## Bakgrund
Sedan 1950-talet hade Västberlin varit avskilt från Östtysklands territorium, men gränsen till Östberlin var obevakad och öppen. Detta bidrog till en stadig ström av flyktingar till Västberlin, vilket var en stor prestigeförlust för Östtyskland men också innebar en allvarlig förlust av välutbildad arbetskraft. Bara under 1953 lämnade 400 000 personer landet, en siffra som halverades under följande år, för att sedan ligga på cirka 250 000 personer under de följande tre åren. Från 1949 till 1961 flydde totalt cirka 2,7 miljoner människor till väst via Berlin. Under Östtysklands tolv första år flydde omkring en sjättedel av landets befolkning.
Berlins gamla universitet, det nuvarande Humboldtuniversitetet, låg i Östberlin, men Västberlin var mer välbärgat och arbetstillfällena var fler. Många som bodde i Östberlin pendlade över till sina arbeten i Västberlin. När studerande ungdomar i Östberlin blev klara med sina studier, sökte de sig i allmänhet till Västberlin, som erbjöd bättre karriärmöjligheter. De nyss färdigutbildade studenterna såg därför en flytt till Västberlin som oemotståndlig. Förutom studenterna var det många vanliga hantverkare och intellektuella som sökte sig till Västberlin. Missnöjet med regimen och levnadsförhållandena i öst var utbredda redan från och med Östtysklands bildande, vilket hade visat sig i 1953 års folkuppror.
Ledningen i Östtyskland uppmärksammade detta, och var mycket pressad av flyktingströmmarna. För att hindra medborgarna från att lämna Östtyskland beslöt kommunistregimen till sist att uppföra en mur. Strax innan muren byggdes, i juni 1961, hade Östtysklands partichef Walter Ulbricht förnekat att det fanns planer på att bygga en mur. I juli 1961 steg dock flyktingsiffrorna till 30 000, vilket gjorde att situationen uppfattades som akut. Vissa dagar i augusti flydde över 5 000 personer/dag till Västberlin (flyktingar per månad sommaren 1961: juni: 19 198, juli: 30 145, augusti: 47 433, september: 14 821, oktober: 5 366) För att bygga muren krävdes dock även tillstånd från Sovjetunionen.
Östtyskland hade redan tidigare velat spärra gränsen till Västberlin, och redan 1952 spärrades gränsen mot det egentliga Västtyskland med stängsel och andra barriärer. Men tågtrafiken i Östtyskland till och från Östberlin gick i hög grad genom Västberlin. Det hade blivit förbjudet i Östtyskland att hoppa av till väst, men det var bara att stiga av tåget i Västberlin. Invånare i stora delar av Östtyskland hade fått svårt att resa inom landet om Västberlins gräns spärrats. Därför byggdes en 125 km lång järnväg runt Västberlin, kallad Berliner Außenring, som blev klar 1961.

## Murens uppförande

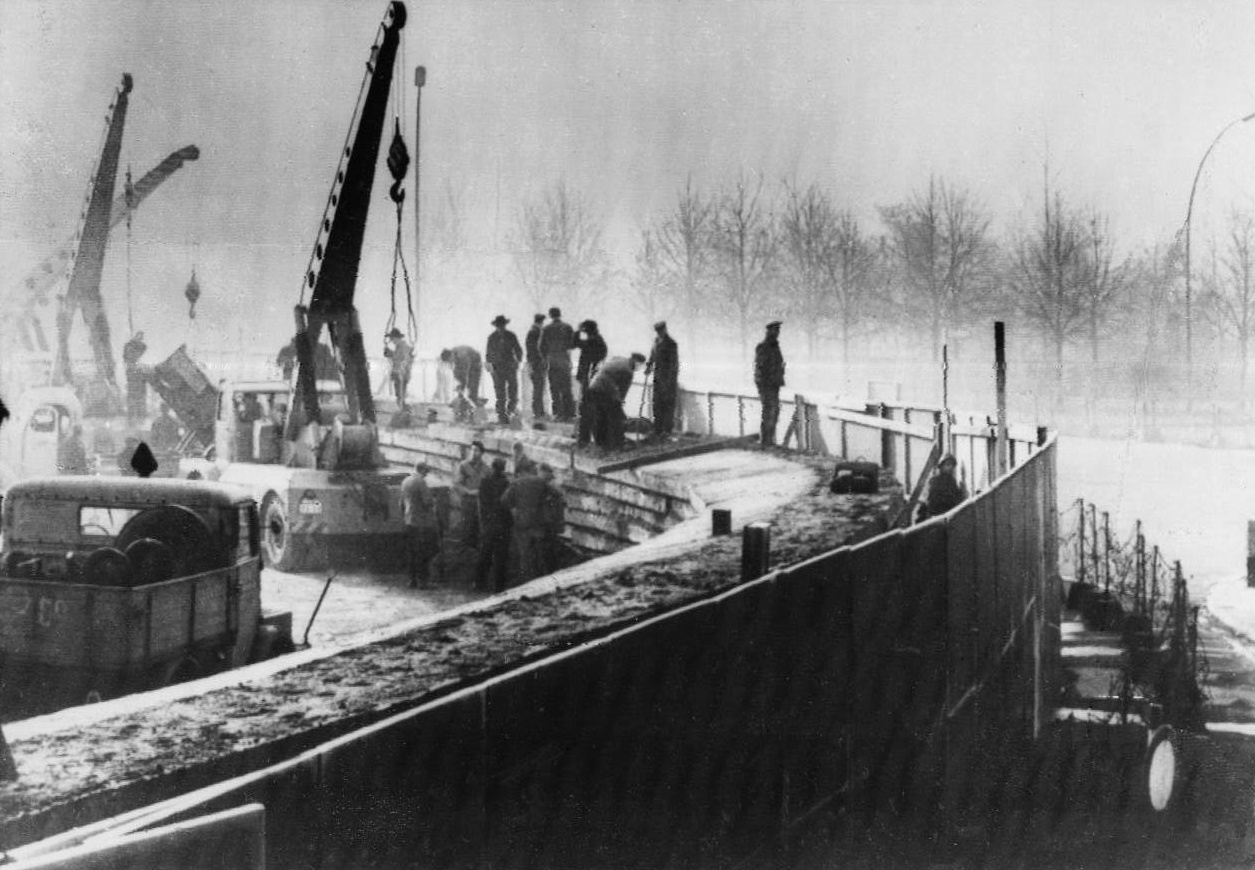
Berlinmuren började byggas 1961.

### Beslutet
Den 7 augusti 1961 tog SED:s politbyrå beslutet att stänga gränsen till Västberlin natten 12–13 augusti. Volkskammer fick därmed i uppdrag att den 11 augusti ge ministerrådet fullmakt att förbereda och genomföra en stängning. På kvällen den 12 augusti informerades ministerrådet om den omedelbart förestående stängningen av gränsen och skrev under beslutet.

### Genomförande
Insatsledare var politbyråmedlemmen och dåvarande sekreteraren i nationella försvarsrådet Erich Honecker, som tio år senare skulle bli DDR:s politiske ledare.
Stängningen av gränsen mellan Öst- och Västberlin påbörjades de tidiga morgontimmarna den 13 augusti 1961. Då började över 14 500 östtyska soldater, poliser och arbetare lägga ut taggtråd runt Västberlin en bit in på östtyskt territorium och göra vägarna mellan den västra och östra delen av staden opasserbara. Byggandet av en egentlig mur startade den 17 augusti.
Mer än 100 gränsövergångar stängdes och fönster i byggnader invid gränsen murades igen i samband med murens byggande.
Efterhand revs en mängd byggnader intill muren på den östtyska sidan, eftersom den östtyska regimen ville ha en öppen yta på något hundratal meters bredd framför muren för att lättare kunna bevaka gränsen.

## Muren som byggnad

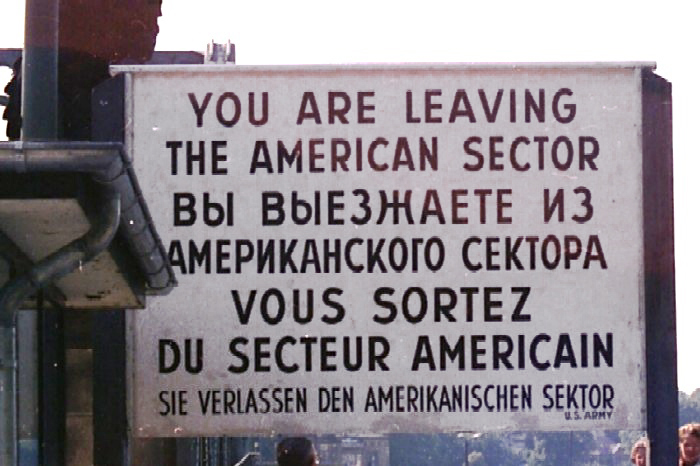
"Ni lämnar nu den amerikanska sektorn".

Betongen, vars ytskikt med åren blev allt mer förfallet, utgjordes snart på västsidan av en enda stor graffitimålning som visade det tyska folkets obehag kring murens existens. Östtyska myndigheter hindrade inte någon från att vara vid muren på västsidan, och tvättade inte bort något. Det gjorde inte västtyska myndigheter heller, eftersom den låg på Östberlins mark och intresse saknades för att hålla ett avskytt byggnadsverk rent. Murens västsida blev därför tolererad som graffitivägg.
Gränsen mellan Öst- och Västberlin, och därmed muren, följde de gamla gränserna mellan de olika stadsdelarna, vilket kunde få till följd att hela hus murades igen, eftersom de låg tvärsöver en gammal stadsdelsgräns. Endast vid några undantagna ställen, drog man "genvägar", bland annat vid Potsdamer Platz, vilket fick till följd att det inringade Västberlin fick köpa en liten bit yta av Östberlin. Utbyte av mark skedde löpande - t.ex. bytte Västberlin till sig en landremsa som förband den tidigare exklaven Steinstücken med Västberlin.
Anläggningen befann sig helt och hållet på östtyskt och östberlinskt område, några meter från gränsen till Västberlin. Ett antal gränsövergångar fanns, med noggranna regleringar av vilken sorts trafik som fick passera. Dessa kontrollerades av Östtyskland. Enligt västmakternas uppfattning (och enligt avtalet under konferensen i Jalta i februari 1945) skulle ingen gräns mellan de fyra delarna (Sektoren) av Berlin existera. Östtysklands (och Sovjetunionens) uppfattning var, att Väst övergivit detta avtal i och med Förbundsrepublikens grundande i maj 1949 och att avtalstexten endast gällde Västberlin. Skyltar fanns vid muren på västsidan med upplysningar på flera språk om att "ni lämnar nu den amerikanska/brittiska/franska sektorn", även där muren spärrade all passage.

## Berlinmuren under dess existens

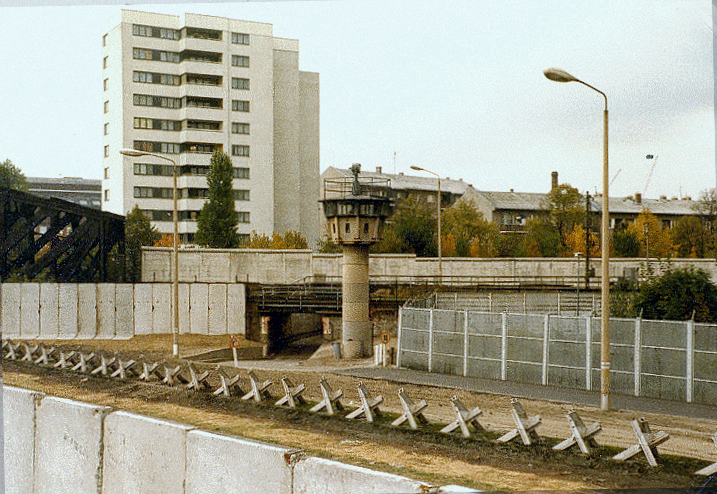
Berlinmuren 1980.

Berlinmuren blev den absolut starkaste symbolen för delningen av Tyskland och Europa i två delar, med olika politiska och ekonomiska system, under det kalla kriget: en Sovjetstyrd del med kommunistiska regimer och en USA-influerad del med liberala demokratier med kapitalism eller blandekonomi. Just på grund av detta fick Berlinmuren och det delade Berlin mycket stor uppmärksamhet i media och av politiker. En känd incident var Berlinkonfrontationen 1961. Exempel på kända tal där muren har figurerat är "Ich bin ein Berliner" av John F Kennedy den 26 juni 1963, och "Mr Gorbachev, tear down this wall" av Ronald Reagan den 12 juni 1987.
Muren kom i Östtyskland att kallas för Antifaschistischer Schutzwall ("antifascistiska skyddsvallen"), och var officiellt till för att hindra inkräktare från att ta sig in i Östtyskland i syfte att destabilisera landet. Enligt den officiella östtyska versionen uppfördes muren som en spontan åtgärd av ett antal murare som en reaktion mot västs infiltration.  Beteckningen "fascister" användes i Östtyskland både om nazisterna och om Västtyskland, som påstods ännu vara i händerna på nazistiska rörelser och storföretagare (ordet nazism eller nationalsocialism ansågs olämpligt och användes aldrig av kommunistregimerna).
Många västberlinare led av att vara omringade av en mur i alla riktningar och därför flyttade många människor från Västberlin till andra delar av Västtyskland. Detta gjorde att det blev en stor brist på arbetskraft, vilket fylldes genom arbetskraftsinvandring främst från Turkiet. Detta har gjort att det i dag finns en mycket stor turkisk befolkning i Berlin, främst i stadsdelen Kreuzberg.
Den västtyska regeringen försökte underlätta för människor att bo i Västberlin. Staden subventionerades av de västliga delstaterna. Ungdomar slapp värnplikt. Västberlins lagar om öppettider för barer och restauranger var generösare än i någon annan tysk stad. Detta fick bland annat till följd att ungdomar som inte ville göra militärtjänst sökte sig dit, och att staden fick ett rykte om sig som dekadent och nöjesintensiv.
Turister från Västtyskland och andra västländer tilläts besöka Östtyskland. Det var dock restriktioner vart de fick åka. Östtyskar fick normalt inte alls passera gränsen om de inte reste på officiella uppdrag, såsom idrottare och lastbilschaufförer. Från 1964 fick pensionärer åka på turistresa till Västtyskland.

### Flyktförsök
Mellan 1949 och 1961 hade 2,7 miljoner människor flytt över gränsen från Öst- till Västberlin. Den därefter byggda muren fungerade effektivt som flyktingspärr – endast omkring 5 000 personer lyckades rymma till väst efter 1961, och av dessa var 574 gränsvakter. Flyktförsöken upphörde dock aldrig helt utan fortsatte att förekomma under hela murens existens. Aktuella siffror för antalet dödsoffer vid flyktförsök över muren varierar mellan 136 och 206 beroende på källor. 136 dödsoffer finns dokumenterade i form av en verifierad lista med namn och datum. (Tidigare siffror på 238–268 dödsoffer har reviderats ned så sent som 2004–2006.) Omkring hälften av dödsfallen härrör från de fem första åren muren existerade. Flyktförsök blev successivt svårare i takt med att bevakningen skärptes och muren gjordes allt mer svårforcerad när nya och mer effektiva hinder placerades ut.
Fastän det var förenat med livsfara, försökte många människor i Östberlin att fly över Berlinmuren. Många av flyktförsöken var finurliga och sinnrika, medan andra var närmast dumdristiga.
Ett vanligt flyktsätt som flera prövade under murens första år var att gräva tunnlar från bostäder nära muren och sedan upp in i västsektorn, detta kom dock att successivt omöjliggöras när de östtyska gränsvakterna började gräva ner minor i "dödsremsan" (ingenmanslandet före själva muren). En som lyckades fly genom en tunnel var då 52-åriga Margarete Hohlbein vars son grävt en flykttunnel från Västberlin. Andra vanliga flyktsätt var att bygga om bilar så att en eller ibland flera människor kunde döljas i utrymmen där gränsvakterna inte skulle leta.
Ett annat flyktsätt under murens första år var en metod benämnd "Doppelgänger-Tour", dubbelgångartur, där den person som ville fly fick tillgång till ett utländskt pass som smugglades in i öst, där den identifierande informationen i passet som foto, längd, ögonfärg med mera hade rimlig likhet. Flyktingen "ympades" därefter med information om hemadressen i ett främmande land samt fraser på ett främmande språk. Om flyktingen till exempel använde ett svenskt pass kunde personen även förses med attribut som svenska mynt och svenskspråkiga turistbroschyrer för att förstärka illusionen att vara en svensk turist. En sådan verksamhet leddes av en grupp kallad Girrmanngruppen(en) under ledning av Detelef Girrmann(de), där svensken Leif Persson 1963 kom att sitta häktad i över en månad för sin medverkan.
Den förste som sköts till döds under ett flyktförsök var 24-årige Günter Litfin som den 24 augusti 1961, bara elva dagar efter det att muren uppförts, försökte simma över floden Spree från den östra sidan till den västra när han sköts till döds av en vakt.
Det kanske mest uppmärksammade flyktförsöket ägde rum den 17 augusti 1962 invid övergångsstället Checkpoint Charlie då två unga östtyska män försökte ta sig över muren till väst. En lyckades rädda sig över muren till väst, medan den andre (Peter Fechter) träffades av flera kulor från de östtyska gränsvakterna och blev liggande svårt sårad på östtyska sidan av muren. Folk från västsidan slängde över förband och första hjälpen-kit i desperata försök att rädda honom, men förgäves. När han till slut dog av skadorna efter en dryg timme fördes hans kropp bort av Östtysklands Volkspolizei. Den östtyska polisens agerande dokumenterades i tidningar över hela västvärlden. 
Ett par år senare körde den östtyske gränsvakten Wolfgang Engels rakt in i muren i en stulen pansarbil så att det blev ett stort hål i muren; han träffades av flera kulor från gränsvakterna när han klättrade igenom hålet men lyckades ta sig igenom. En familj flög över muren i en hemgjord luftballong, en annan åkte över den på en stålvajer som de skjutit över till ett hustak på västsidan med en pilbåge. 
Den siste som sköts ihjäl under ett flyktförsök var Chris Gueffroy som föll offer för gränsvakternas kulor i februari 1989. Winfried Freudenberg, som störtade i Västberlin 8 mars 1989 efter att ha tagit sig över gränsen i en hemmagjord ballong, blev den siste att dö överhuvudtaget.
I april 1989 fick de östtyska gränstrupperna order om att inte längre använda skjutvapen för att stoppa flyktförsök.

## Berlinmurens fall

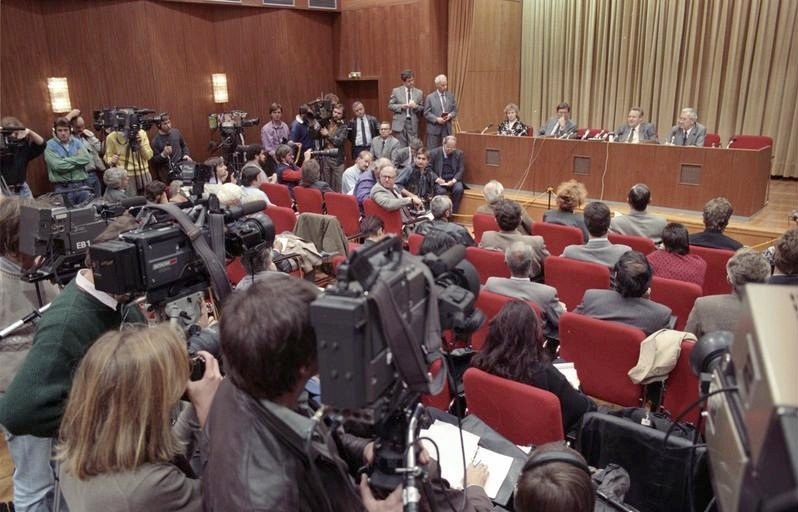
Den kaotiska presskonferensen med Günter Schabowski 9 november 1989.

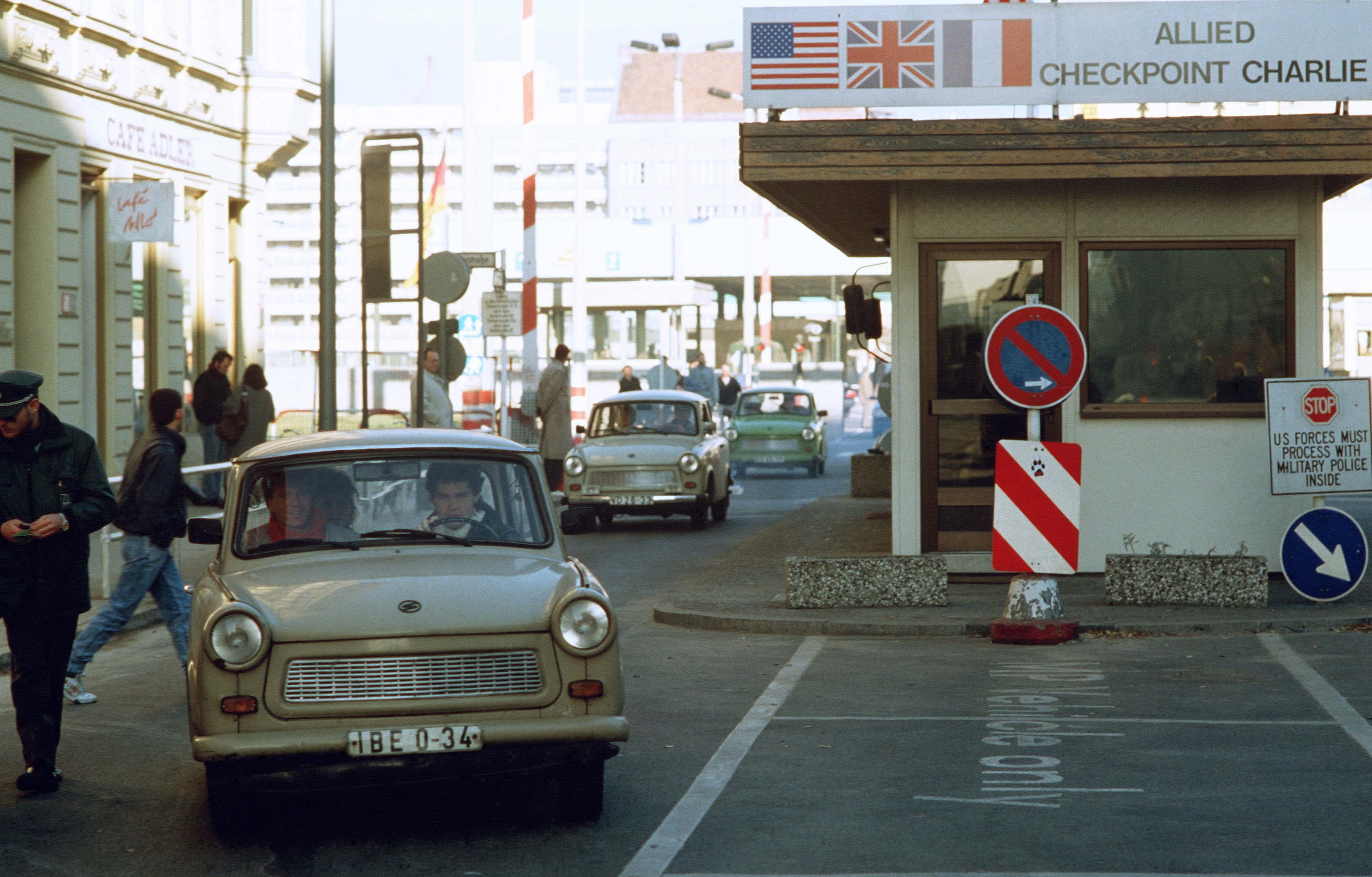
Trabanter på väg västerut via Checkpoint Charlie några dagar efter muren öppnats.

Sensommaren och hösten 1989 flydde flera hundra tusen östtyskar sitt land, denna gång via Ungern (Paneuropeiska picknicken), Prag och Warszawa, inte minst för att gränsen mellan Ungern och Österrike hade blivit lättare för östmedborgare att passera. Demonstrationer för demokrati utbröt i flera östtyska städer, inklusive Östberlin. Den östtyska regimen var pressad och hade svårt att hantera situationen, då denna delvis skapats av reformer i andra östländer, exempelvis av den reformpolitik Michail Gorbatjov startat i Sovjetunionen. Den östtyska regimen hade inte följt med i denna reformpolitiska utveckling.
Kommunistpartiets politbyrå beslutade den 9 november 1989 att med tanke på det politiska trycket tillåta privata besök i Väst. Det skulle gälla från följande dag, och ansökan skulle krävas.
Eftersom SED:s ledning fortfarande satt i möte, och inte ville bli störda, lät de partifunktionären Günter Schabowski hålla en presskonferens som var tämligen intetsägande från 18.00 fram till dess några få minuter återstod. Men kl. 18:53 ställde Riccardo Ehrman (från italienska nyhetsbyrån ANSA) en fråga om de nya utreselagarna. Schabowski, som hastigt inkallats och hade fått med sig en stor mängd papper från partiledningen, läste strax upp de nya reglerna. Men det var först när kvällstidningen Hamburger Bilds korrespondent Peter Brinkmann frågade "När kommer de att träda i kraft?" som Schabowski började titta i sina papper och därefter fällde de avgörande orden:
"Das tritt nach meiner Kenntnis..." (kort paus och viftande med ett papper) "ist das sofort, unverzüglich!"
I översättning "Efter vad jag vet träder … är det omgående, genast!" 
I själva verket hade Schabowski ingen aning om svaret på just när de nya reglerna skulle börja gälla. Men likväl tog han i, och använde både "sofort" och "unverzüglich", båda synonymer för "med en gång", "genast" etcetera i direktsänd TV. En lika stor blunder gjorde de västtyska TV-kanalerna Das Erste (ARD) och ZDF som snabbt gick ut med detta och glömde ta med att man måste ansöka, utan sa att man fick ta sig genom muren utan vidare. Många östtyskar såg västtysk TV (något som ansågs som väldigt bidragande till utvecklingen med demonstrationer och folkets krav). Om Günter Schabowski hade svarat "det vet jag faktiskt inte, vi får se" och TV varit korrekta hade historien möjligen fått en annan utveckling.
Men som det nu blev sagt, började tusentals östtyskar bege sig till gränskontrollerna. Vakterna, som saknade direktiv och inte heller kunde nå vare sig politiska eller militära chefer, blev allt mer påverkade av de ständigt fler människor som samlades på bägge sidor av muren. Gränsövergången Bornholmer Strasse i Berlin var den första som öppnades helt sedan den ansvarige funktionären överstelöjtnant Harald Jäger beslutat att slopa passkontrollen omkring klockan 23.30. Något senare öppnades övriga gränspassager både i Berlin och längs gränsen mellan Förbundsrepubliken och Östtyskland. Nu fanns ingen återvändo och mindre än elva månader senare, den 3 oktober 1990, upptogs det forna Östtyskland i form av sex nya delrepubliker i Förbundsrepubliken Tyskland.
Tillsammans med sammetsrevolutionen i Tjeckoslovakien en vecka senare utgör Berlinmurens fall kulmen på den händelseutveckling som började med varvsarbetarnas strejk vid Leninvarvet i Gdańsk i Polen i augusti 1980 och som ledde till Sovjetunionens fall och det kalla krigets upphörande.
Berlinmurens fall var, i mångas ögon, en av de största händelserna i Europas historia efter andra världskriget, och 1989 brukar klassas som ett "historiskt årtal". Medan Berlinmuren under sin existens kom att bli en symbol för förtrycket i det kommunistiska Östeuropa, blev Berlinmurens fall en symbol för hela sovjetsystemets fall.
En ironi i sammanhanget är att det var flyktingströmmar från Öst- till Västtyskland som orsakade såväl att muren byggdes som dess fall.

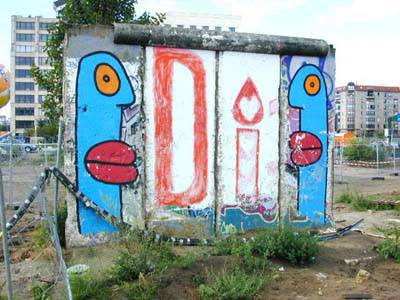
Rester av Berlinmuren vid Potsdamer Platz 1998.

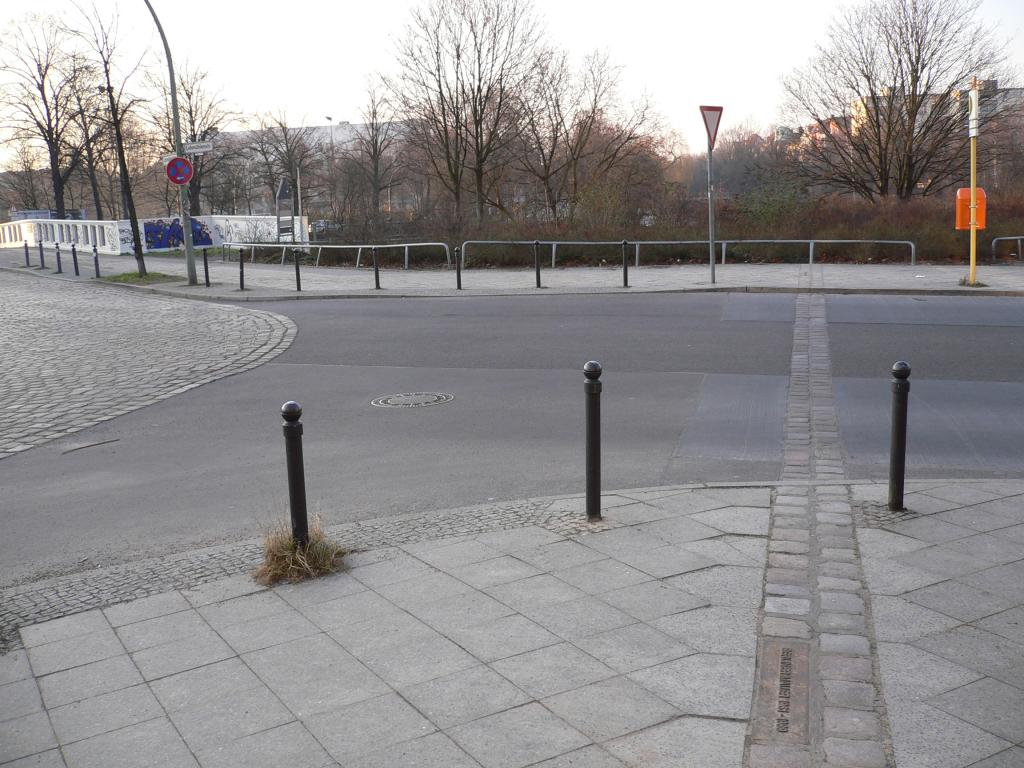
Berlinmurens tidigare position markerad med gatsten.

Muren revs till större delen under 1990 och frigjorde värdefull mark för exploatering, bland annat vid Potsdamer Platz. 
Tre korta avsnitt av muren står idag kvar i Berlin. Streck och ränder är uppmålade, alternativt satta i gatsten, genom och runt hela staden längs med de gamla gränserna där muren gick. En cykelled, Berliner Mauerweg, är skyltad utmed murens sträckning och följer till stora delar den gamla östtyska gränspatrullvägen genom ingenmanslandet.
Berlinmurens fall skedde samtidigt som Nationalencyklopedin var på väg att tryckas. Händelsen ansågs så viktig att tryckningen sköts upp för att man skulle hinna skriva om avsnittet som behandlade Berlinmuren.

## Konsekvenser av Berlinmuren
Konsekvenserna av Berlinmuren, dess uppförande och dess fall var betydande och har påverkat Tyskland, Europa och världen. Dagens tillgång till Internet och satellit-TV kan ha gjort att företeelser som Berlinmuren blivit svårare att upprätthålla. Det var dock ett faktum att de flesta i Östtyskland kunde se västtysk TV.
Efter det att muren rivits kvarstod många skillnader mellan öst och väst. Med åren har Berlin gradvis återfått karaktären av en enad stad, men fortfarande finns kulturskillnader mellan öst och väst.
Även om Berlinmuren idag är borta förutom på några få platser som tjänar som minnesplatser, så talar man idag om en annan mur som delar tyskarna, "muren i människornas huvuden". Detta är en bildlig mur som delar tyskarna i två folk med olika värderingar och livsstil, ett uppvuxet i Västtyskland under kapitalism och ett i Östtyskland under kommunism (se även Wessi och Ossi).

## Museer
- Dokumentationszentrum Berliner Mauer
- DDR-Museum

## Berlinmuren i populärkulturen
- David Bowies låt "Heroes" från 1977 spelades in i Västberlin och sägs handla om ett ungt par som drömmer sig bort från ofriheten i Östberlin genom att fantisera bland annat om att simma med delfiner.
- The Sex Pistols låt "Holidays In The Sun" handlar om hur fri man kunde vara om inte Berlinmuren funnits.
- Sångerna på Pink Floyds konceptalbum och rockopera "The Wall" har i viss mån tillägnats Berlinmuren, även om det kanske inte var tänkt så från början, då den utspelar sig i efterkrigstidens England. Rockoperan handlar om att murar, mest symboliska sådana, byggs upp runt personer eller grupper av personer för att slutligen rivas. "Rest-Pink Floyd" med Roger Waters och en lång rad mer eller mindre kända musiker satte upp denna rockopera i Berlin på Potsdamer Platz efter berlinmurens fall 1990 under benämningen The Wall: Live in Berlin.
- Även den svenska New romantic-gruppen Lustans Lakejer nämner muren i en bisats i låten "En kyss för varje tår"
- Elton John hade 1985 en hit som hette "Nikita", där han sjöng om en gränsvakt vid muren
- Ebba Grön gjorde 1982 låten Die Mauer, låten handlar om hur muren splittrat familjer
- När Carlo Karges, gitarrist i bandet Nena, var på en Rolling Stones-konsert i Västberlin såg han hur en massa ballonger släpptes ut och skiftade färg vid horisonten och tänkte på vad som skulle hända om de åkte över till Östberlin. Inspirerad av detta skrev han megahiten 99 Luftballons.
- Ett album med Asterix som heter Det stora bygrälet handlar om en by som är delad av ett dike, detta är en satir på Berlinmuren.

## Bildgalleri

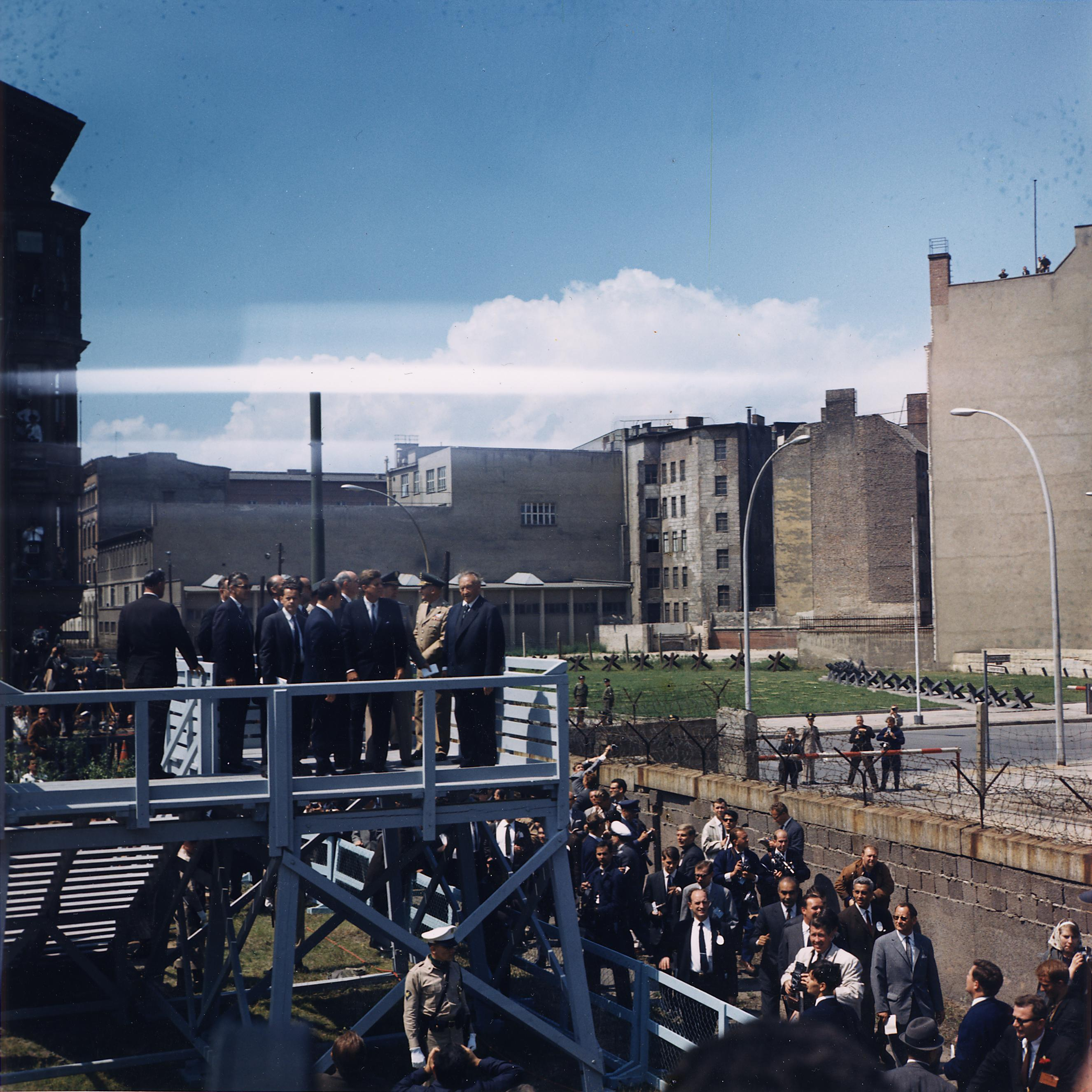
John F. Kennedy besöker Berlinmuren 1963.
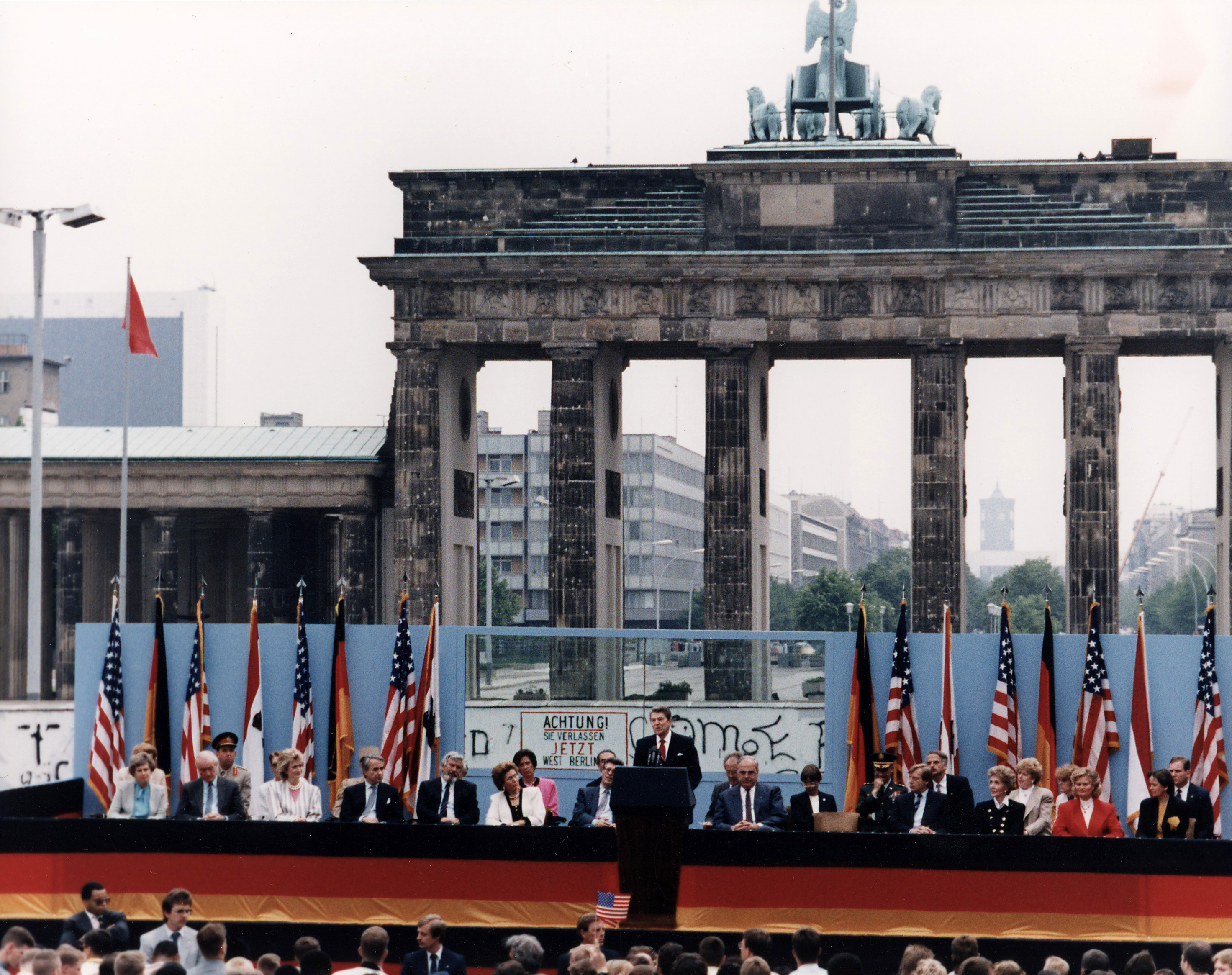
Ronald Reagan när han höll sitt berömda tal vid Berlinmuren den 12 juni 1987. Berlinmuren kan ses i bakgrunden (det vita med klotter på).
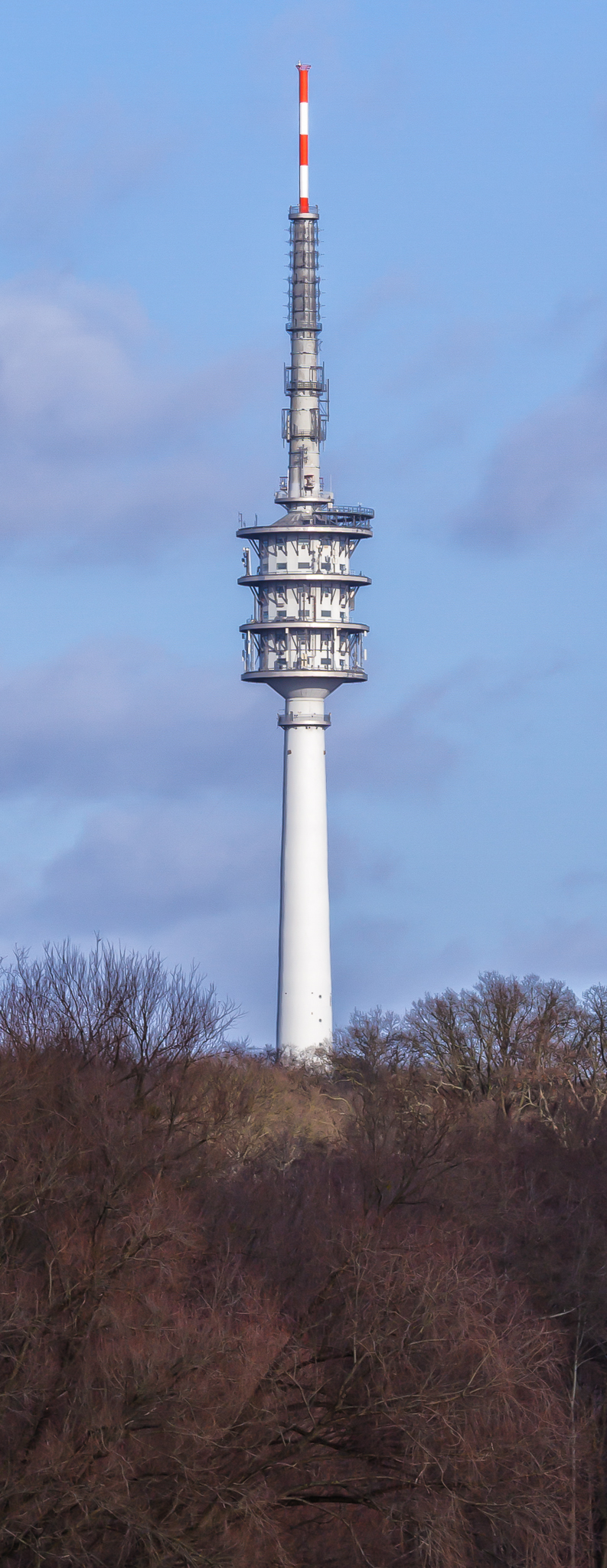
Västberlins TV-torn (från 1964) vars TV-sändningar täckte en betydande del av DDR, och som sågs i smyg av många och påverkade deras syn på väst.
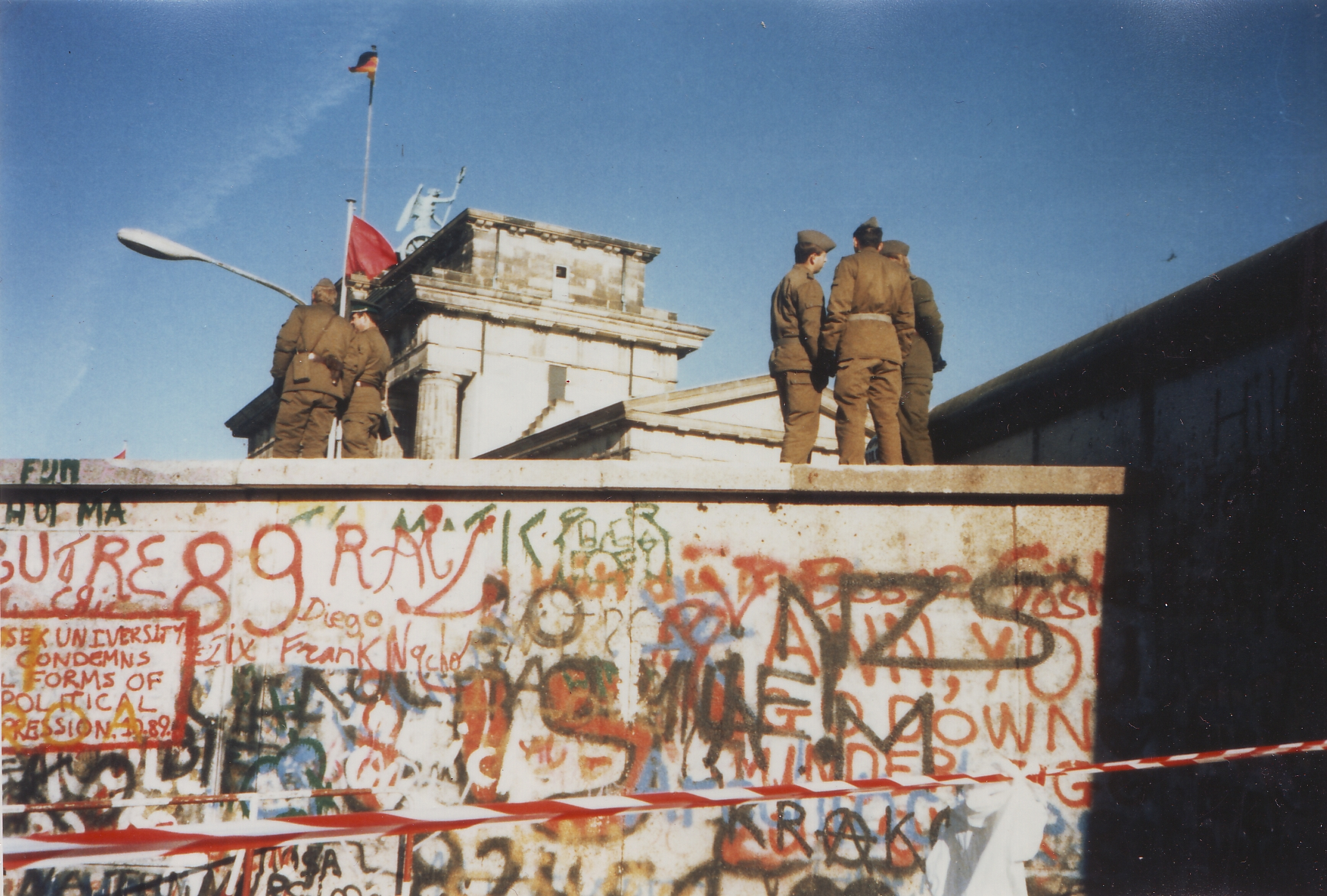
Berlinmuren den 16 november 1989, sju dagar efter dess fall.
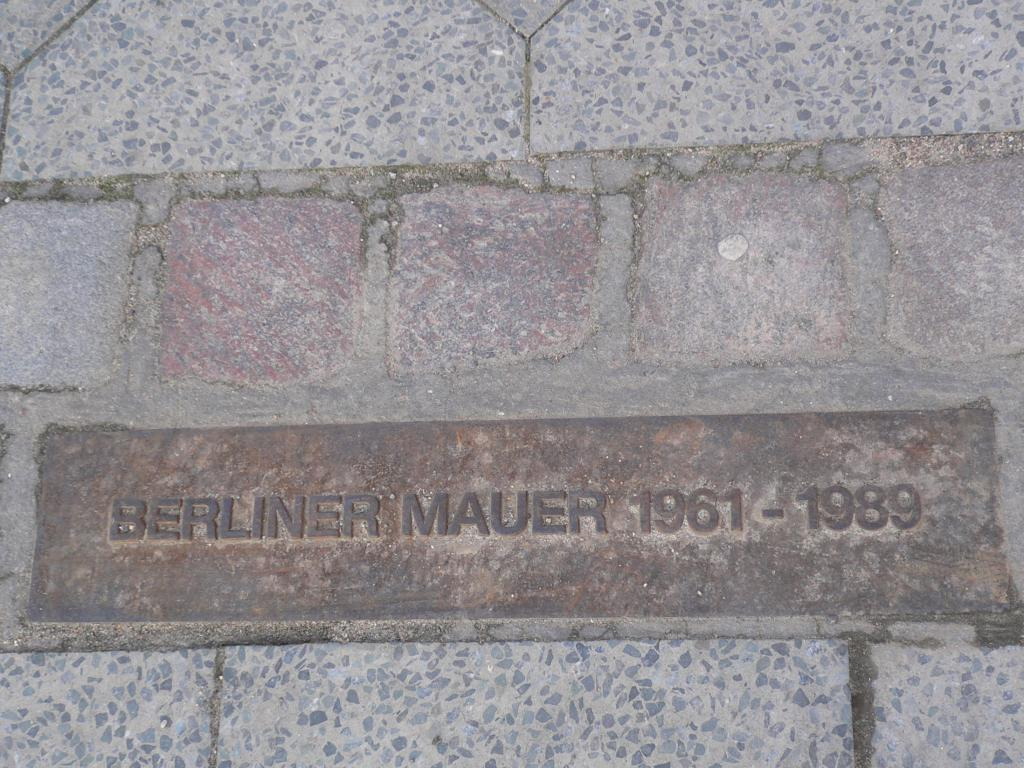
Berlinmurens tidigare position markerad med gatsten, inzoomning.
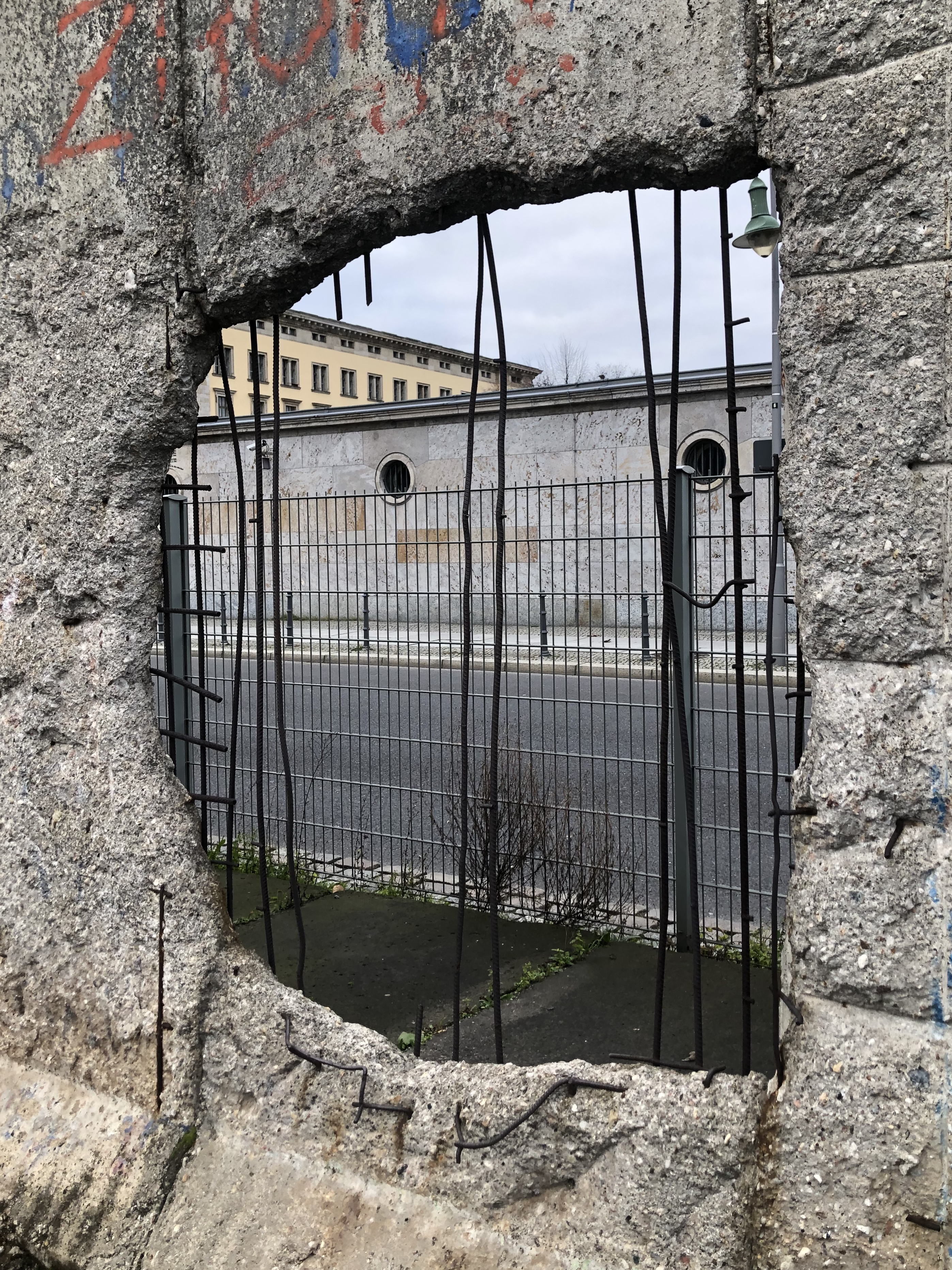
Ett hål i en rest av Berlinmuren, 2019.